# オバマ山
オバマ山（オバマさん、英: Mount Obama）またはボギー山（ボギーさん、Boggy Peak）は、アンティグア・バーブーダのアンティグア島にある山である。島の南西部に位置する、標高402mの同国最高峰である。

## 歴史
シェカーリー山地の南西部にあるこの山の森には、逃亡奴隷たちが身を寄せた。1687年には27人の脱走者が頂上にキャンプをつくって防備を固め、野営した。このころから、山はボギー山というようになった。奴隷たちが反乱を起こすと、所有者は生死を問わず奴隷を捕らえて追い詰めた。キャンプには民兵が突入し、首謀者は後年火刑に処せられた。

## 改称
2009年8月4日、アメリカ合衆国のバラク・オバマ大統領の誕生日に、アンティグア・バーブーダのボールドウィン・スペンサー首相が山の正式名をオバマ山に改称した。
2016年、ガストン・ブラウン政権は名称をボギー山へ戻すことを閣議決定した。